# Preston & Preston
Preston & Preston (Originaltitel: The Defenders) ist eine US-amerikanische Kriminalserie von Reginald Rose, die zwischen 1961 und 1965 für den US-Sender CBS produziert wurde.

## Handlung
Lawrence Preston, ein Anwalt mit über 20-jähriger Berufserfahrung betreibt zusammen mit seinem Sohn Kenneth, der erst kurz zuvor von der Universität abgegangen ist, eine Anwaltskanzlei. Die Verteidiger werden in ihren Fällen mit Themen wie Schwangerschaftsabbruch, Sterbehilfe und Rassismus konfrontiert. Dies war kontrovers und für die 1960er Jahre durchaus ungewöhnlich; erwies sich jedoch auch als höchst erfolgreich, was sich auch in den zahlreichen Auszeichnungen widerspiegelte. Das Museum of Broadcast Communications sieht in der Serie eine kritische Auseinandersetzung mit zeitgenössischen Themen, gesellschaftlicher Moral, Ethik und Politik.

## Hintergrund
Die Staatsanwälte (und damit deren Darsteller) wechselten häufig. Auf mehrere Auftritte kamen unter anderem Ossie Davis, J. D. Cannon und William Shatner. Zu den Gaststars zählten unter anderem Martin Sheen, Leslie Nielsen, Dennis Hopper, Robert Duvall, Gene Hackman und Dustin Hoffman.
Von den 132 produzierten Folgen strahlte die ARD ab Mai 1964 nur 18 Episoden aus.

## Auszeichnungen
Während ihrer Laufzeit erhielt die Serie 15 Auszeichnungen und 19 weitere Nominierungen für verschiedene Preise. 1963 wurde sie mit dem Golden Globe Award als Beste Dramaserie ausgezeichnet, hinzu kamen 14 Emmys sowie Nominierungen für den DGA Award, den Edgar Allan Poe Award und den WGA Award.